# نبطی‌ها
نَبَطیان (عربی: ٱلْأَنْبَاط، انگلیسی: Nabataeans یا Nabateans) قومی عرب بودند که در شمال خلیج عقبه و شمال شرقی شبه‌جزیره سینا و شمال شرقی مصر زندگی می‌کردند.

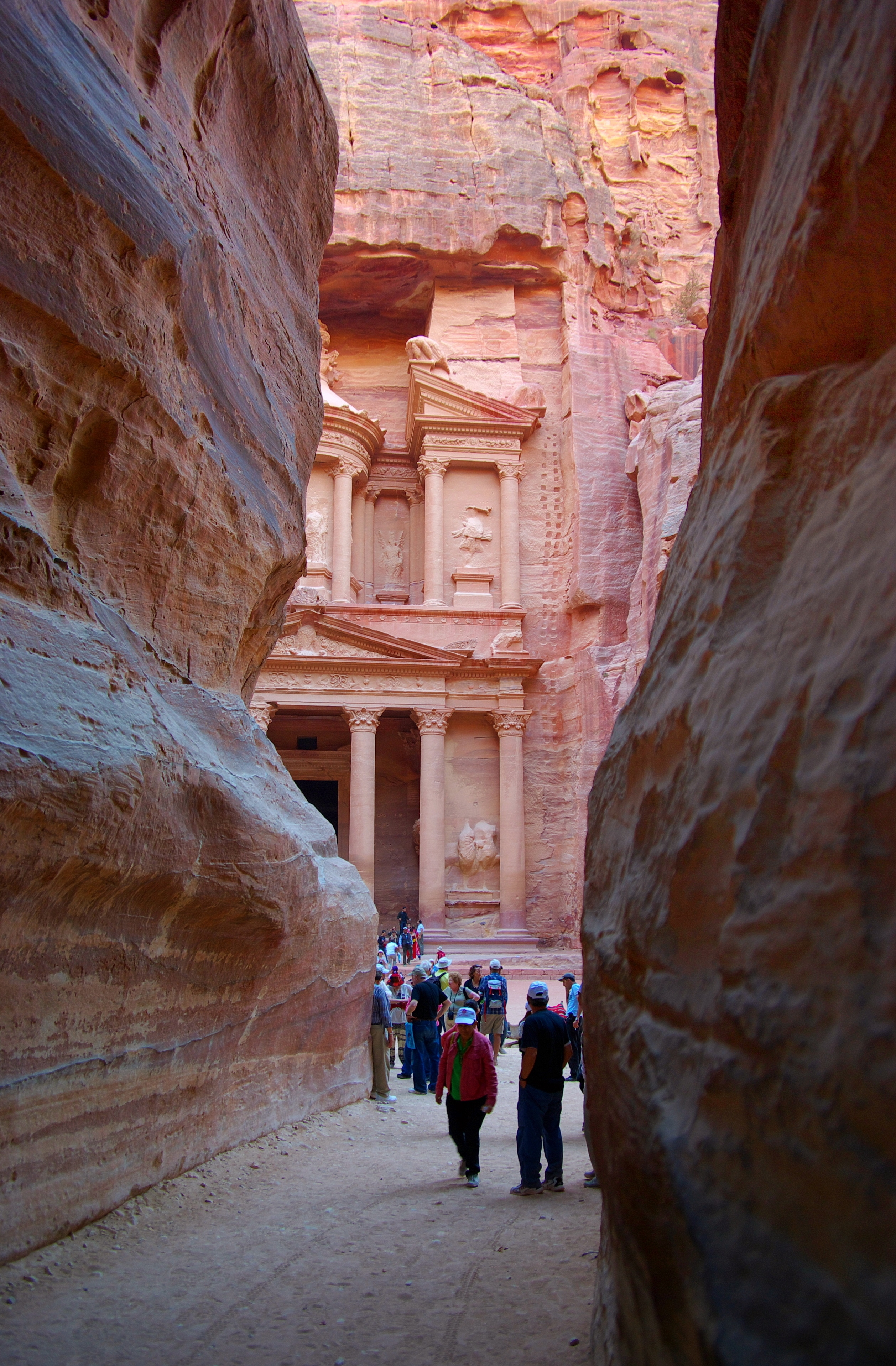
الخزانه در پترا، اردن.

## پیدایش و گسترش
تمدن نبطیان باستان که اردن، جنوب کنعان و شمال شبه‌جزیره عربستان را شامل می‌شد در سده ۶ (پیش از میلاد) شکل گرفت. هنگامی که نبطی‌های کوچ‌نشینی که به زبان آرامی گفتگو می‌کردند به تدریج مهاجرت خود را از عربستان آغاز کردند. میراث آن‌ها در شهر پترا و در میان ماسه‌سنگ‌های کوه‌های اردن بر جای مانده که نشان‌دهنده مهارت آن‌ها در مدیریت منابع آب و مدیریت یک سامانه پیچیده از سد، آبراهه، و مخازن است که به گسترش آن‌ها در منطقه خشک کویری کمک کرد. اگرچه نام ایشان در کتیبه‌های آشوربانی‌پال آمده‌است، اما در سده ۴ (پیش از میلاد) استقلال و قدرت یافتند و همه راه‌های بازرگانی از مداین صالح در جنوب باختر تا بندر غزه در شمال را از آن خود کردند. عالی‌ترین دوران‌های تاریخی ایشان، زمان حارثه سوم، در ۸۵ (پیش از میلاد) است که از دمشق تا العلا و حتی کناره دریای سرخ را در تصرف خود داشتند. آنچنان که حتی رومیان یک یا دو بار در جنگ با ایشان دچار شکست شدند.
آنها برای استفاده از راه، آب، و کاروانسرا، از کاروان‌های با بار ادویه، انگم کندر و مُر مکی (گونه‌ای انگم خوشبو) مالیات می‌گرفتند.

عبده (اسرائیل)

## نفوذ دیگر دولت‌ها
ظاهراً نبطیان، پیوسته تحت نفوذ دولت‌های بزرگ مانند آشوریان و بعد، هخامنشیان و سپس امپراتوری سلوکی و حتی دودمان بطلمیوسی مصر بوده‌اند. اما این نفوذ هرگز به صورت استعمار در نیامد و بیشتر به دوستی شبیه بود. کوروش آن‌ها را از مالیات معاف کرد و ایشان کمبوجیه را در حمله به مصر یاری کردند. همچنین راهنمایان الیوس گالوس هنگام حمله به یمن، هم نبطی بوده‌اند.

## زوال
بخش کمی از فرهنگ آن‌ها تاکنون شناخته شده و ادبیات نوشته‌شدهٔ زنده‌ای از آن‌ها وجود ندارد. در حدود سده ۴ (میلادی) نبطی‌ها به دلایل نامعلومی پترا را ترک کردند. اعتقاد بر این است که تمدن نبطیان پس از سده‌ها حکومت خارجی به گروه‌های مختلفی از دهقانان یونانی تقسیم شدند که در نهایت به مسیحیت گرویدند و سپس این مناطق توسط مهاجمان عرب فتح شد.
در سال ۱۰۶ (میلادی) نبطیان استقلال خویش را به کلی از دست دادند و به دست تراژان به صورت یک مستعمره کاملاً رومی درآمد و سرزمین آنان، «ایالت عربی» (Arabia Provincia) نامیده شد.

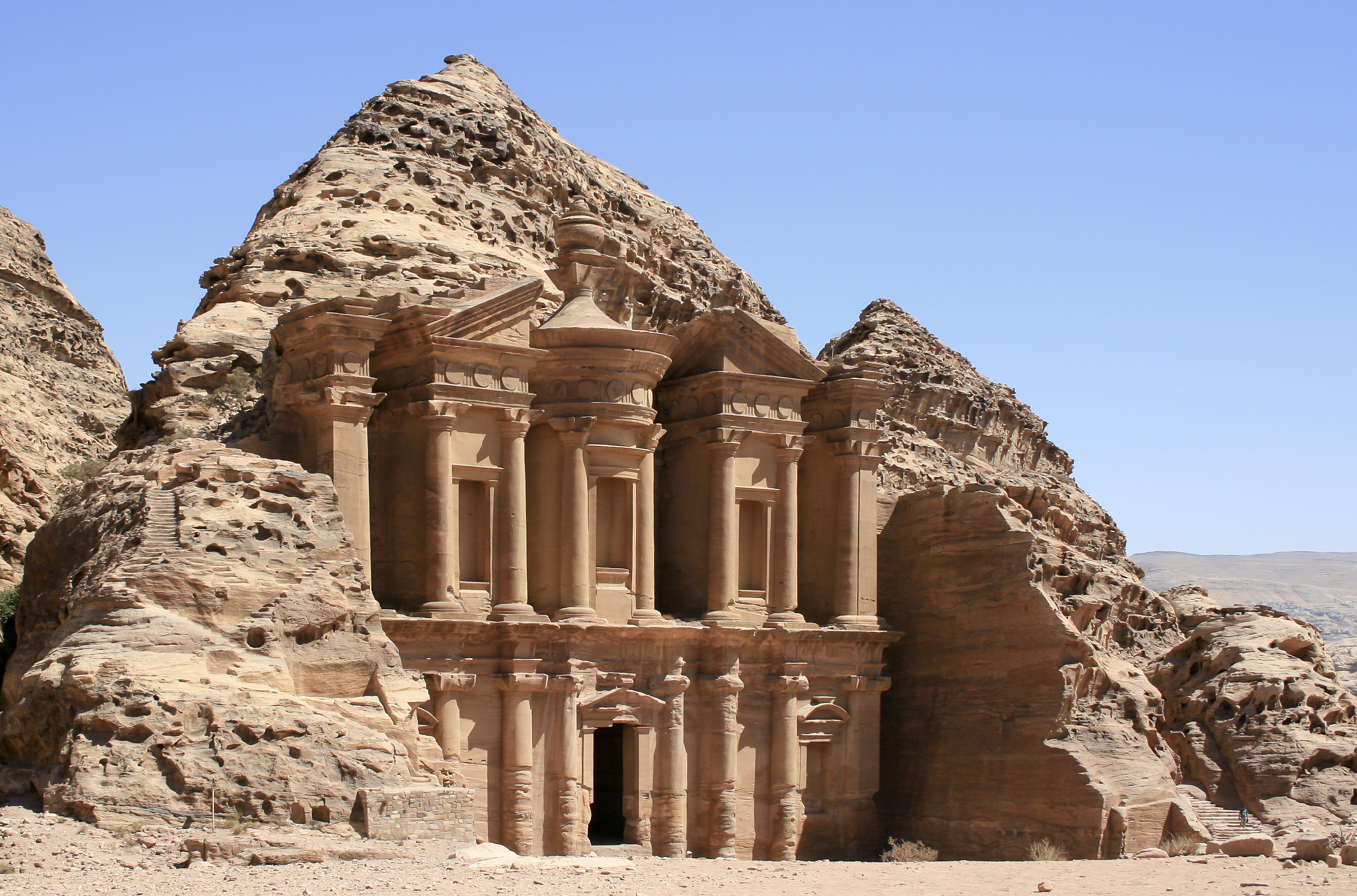
الدیر در پترا، اردن.

## فرهنگ

### ارتباط با دیگر فرهنگ‌ها
نبطیان را به علت‌های گوناگون، به ویژه به سبب تشابه میان نام اشخاص و خدایان ایشان با نام‌های عربی، قومی کاملاً عرب دانسته‌اند. تسلط آشوریان و نزدیکی با سوریه باعث شد که تمدن و به ویژه خط آرامی در میان آنان گسترش یابد. از سوی دیگر، چون نبطیان، در حاشیه سرزمین یونان و روم زندگی می‌کردند، به ناچار تحت تأثیر تمدن آنان نیز قرار گرفتند. چنان‌که سکه‌های ایشان به شکل سکه‌های رومی بود و بناها و تصاویر و مجسمه‌هایی که از آنان باقی‌مانده بیشتر به سبک رومی است.

### نوشتار
نبطی‌ها تاریخ نوشتاری خاصی از خود به جا نگذاشته‌اند. از نظر تاریخ ادب، اهمیت نبطیان به خصوص در این است که از یک سو، برخلاف دیگر اقوام شمالی، خط یمنی (مُسنَد) را رها کرده و نوشته‌های خود را به خط آرامی می‌نوشتند. بعدها از روی همین، خط عربی ساخته شد. از سوی دیگر، زبان گفتگوی ایشان، ظاهراً عربی ویژه‌ای بود و با عربی حجاز تشابه فراوانی داشت.

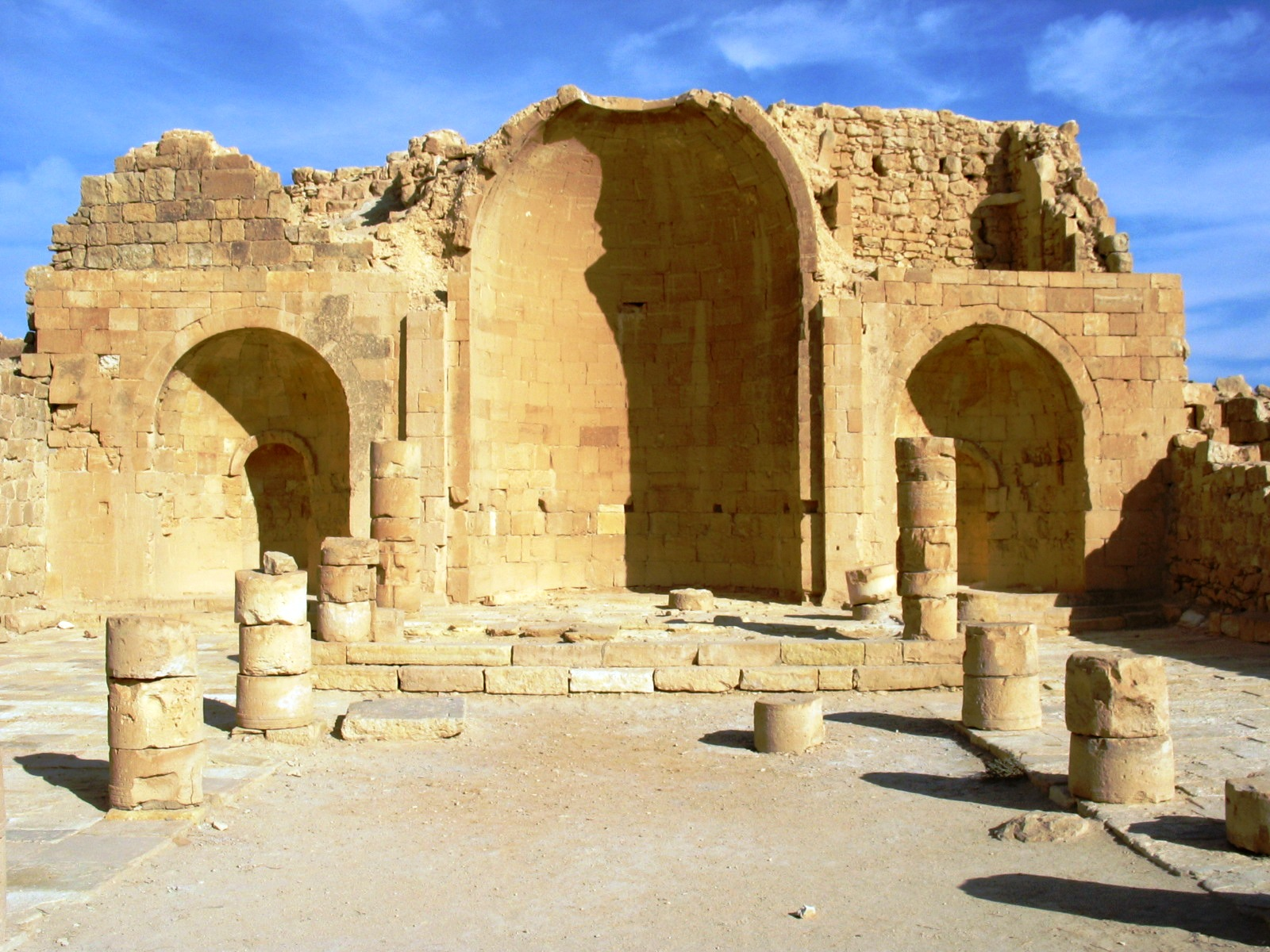
صحرای نگب، اسرائیل

### نام‌ها
نبطیان از عرب‌های شمال شبه‌جزیره عربستان به‌شمار می‌آمده‌اند و شاید نزدیکترین دولت‌های کهن به عرب حجاز نیز بوده‌اند. بیشتر نام‌های رایج میان آنان به نام‌های استفاده شده به هنگام ظهور اسلام شباهت داشته‌است، مانند:حارثه، ملیکه، جذیمه، کلیب، وائل، مغیره، قصیّ، عدی، عائذ، عمر، عمیره، یعمر، کعب، معن، سعد، مسعود، وهب الله، وهب اللات، تیم الله و علی. همچنین از سوی دیگر ترکیب لغت‌های آنان شباهت به ترکیب نحو عربی رایج دارد.